# ロイシンジッパー

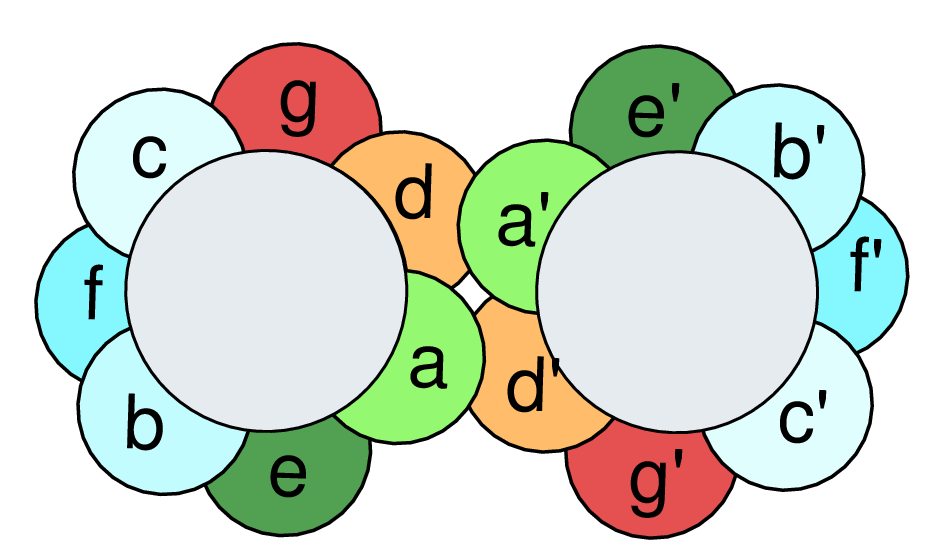
ロイシンジッパーの平面図。dがロイシンを表している。

ロイシンジッパー (leucine zipper) はタンパク質の二次構造のモチーフの1つで、平行に並んだαヘリックスによる接着力を持つ。遺伝子発現の調整に関わるタンパク質などの二量化したドメインに共通して見られる。ロイシンジッパーは真核生物でも原核生物でも見られるが、主に真核生物の特徴である。

## 構造

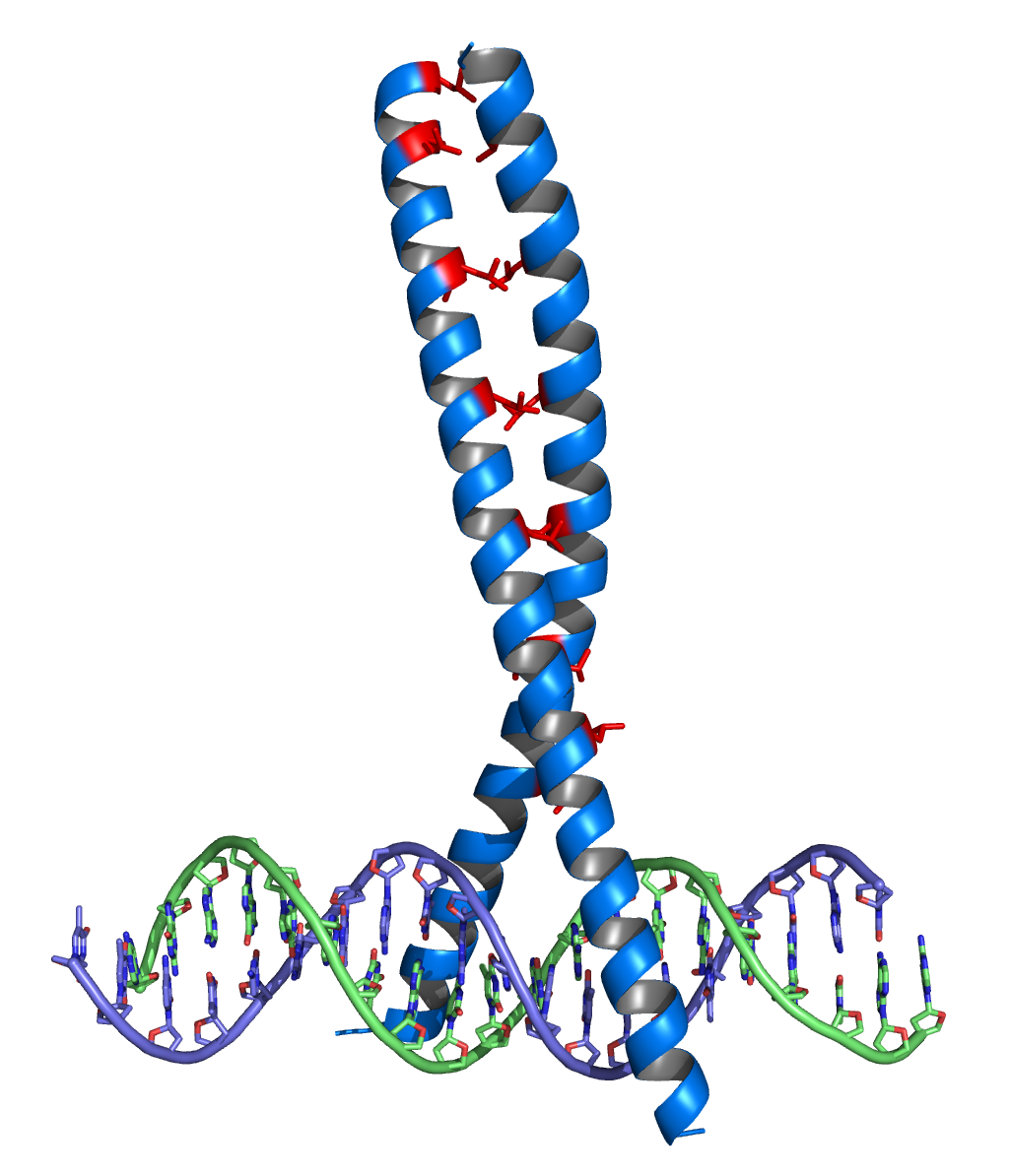
ロイシンジッパー（青）がDNAと結合している。赤で示したロイシン残基がジッパーを閉める働きをしている。

ロイシンジッパーはタンパク質二量化ドメインとして機能する超二次構造であり、平行αヘリックスの接着力を生みだしている。
ロイシンジッパーの構造上の特徴は、7残基の繰り返しの4番目の位置にアミノ酸のロイシンが配列することである。ロイシンジッパーは始めに、7残基おきに現れるロイシンで識別される転写因子の共通配列として同定された。これらのロイシンはコイルドコイルの疎水核を形成していることが後に明らかとなった。
ロイシンジッパーの半分は短いαヘリックスからなっている。通常のαヘリックス1巻きが3.6残基となっているのに対し、ロイシンジッパーのαヘリックスの場合は1巻きあたり3.5残基となっている。ロイシンは2巻きごとにもう一方の鎖のロイシンと直接接触している。
bZip（ベーシックジッパープロテイン）と呼ばれる転写因子のファミリーは塩基領域を持ち、水素結合を介してこの部分がDNA分子の主溝と結合する。ロイシンジッパーの領域がこの二量化を担っている。

## 生物学
ロイシンジッパーを持つタンパク質としては、通常の成長の調節を行う重要な転写因子であるc-fosやc-junなど（AP-1）や、myc、max、mdx1などのmycファミリーがある。もしこれらが過剰生産されたり致命的な部分で変異を受けたりすると、がんを引き起こす。これらのタンパク質はDNAと二量体を形成し、これはベーシックジッパープロテイン（bZip）とも呼ばれる。